# トムクランシーズ H.A.W.X.
『トム・クランシーズ ホークス』（Tom Clancy's H.A.W.X.）は、ユービーアイソフトから2009年3月に発売された、フライトシューティングゲーム。Windows、Xbox 360、プレイステーション3で発売。トム・クランシーシリーズ初の全年齢対象作品でもある｡
タイトルの『ホークス / H.A.W.X.』とは、High Altitude Warfare eXperimental squadron（ハイ・アルチテュード・ウォーフェア・エクスペリメンタル・スクォードロン）からきている。これを日本語に翻訳するのであれば『高高度戦 試験飛行中隊』となる。初期の名称は“Tom Clancy's Air Combat”であった。

## 概要
舞台は2012年。H.A.W.X.が防衛関連を、現在よりもより民間軍事会社（PMC）に依存している世の中で、非政府組織のPMCは軍事力を拡大し、アメリカ合衆国に対して世界的な戦争を仕掛ける。プレイヤーはアメリカ空軍のパイロットとなり、PMCとの戦争を繰り広げる、という設定である。
特徴として、ERS（Enhanced Reality System）と呼ばれるアシストシステムによって、敵機の背後を取ったりミサイルの回避に最適なルートを画面上に表示する電子戦装備や、「アシストOFF」と呼ばれるモードに切り替えることで、現用の戦闘機が行う超絶的な機動「プガチョフ・コブラ」、「クルビット」などが行えるようになったことが挙げられる。ドッグファイトでの戦術的な選択肢が増えるのである。モード切り替えはいつでも可能で、OFFモードにすると俯瞰的視点に切り替わる。
1999年にアメリカのスペース・イメージング社が打ち上げた人工衛星IKONOSの得た情報をシーナリ（風景）データの開発などに使用し、これまでにないほどリアルなシーナリが予定されている。マルチプレイでは最大16人がプレイできる。

## 登場人物

### アメリカ軍
デビッド・A・クレンショー大尉
本作の主人公で、アメリカ空軍H.A.W.X飛行隊隊長。同飛行隊の解散に伴い、以前よりスカウトを受けていた民間軍事会社「アルテミス・グローバルセキュリティ」に同僚2人（TACネーム：2番機はキャスパー、3番機はタロン）と共に移籍する。
スコット・ミッチェル大尉
陸軍第7特殊部隊（ゴースト部隊）の隊長。本作と同じトム・クランシー監修のゲーム「ゴーストリコンシリーズ」にも登場する。
キーティング将軍
陸軍将軍。ゴースト部隊の指揮を主に担当する。クレンショー大尉とは過去に作戦を共にした関係で親しい模様。ミッチェル大尉同様「ゴーストリコンシリーズ」にも登場。
ボーデン中佐
アメリカ海軍「ジェームズ・ロレンス空母戦闘群」司令。南米の紛争悪化を懸念した本国の指示により、マゼラン海峡に展開している。作中の画像では階級章に四つ星が確認できるため実際の階級は大将であり、Commanderが誤訳されたためである（海軍中佐ではなく司令官となる）。
ウォレス少佐
統合作戦本部所属。首都防衛の指揮を担う。
シタデル
空軍所属のAWACS（空中管制機）のオペレータ。「シタデル」とは英語で「城塞」を意味する。

### 在日アメリカ軍・自衛隊
サンダーリード
在日アメリカ軍所属の「サンダー隊」隊長。アメリカ本国への帰還命令を受けた「アンドリュー･ジャクソン空母戦闘群」の帰還を2機の僚機（サンダー5-1・5-2）と共に援護する。
ラッセル司令
アンドリュー･ジャクソン空母戦闘群の司令官。
ライデンリード
航空自衛隊千歳基地所属の戦闘機部隊「雷電」のリーダー。サンダー隊と共に空母群の防衛任務に就く。
ソーヘー
自衛隊所属のAWACSオペレータ。

### アルテミス･グローバルセキュリティ
エイドリアン・デウィンター
民間軍事会社アルテミス・グローバルセキュリティ（以下アルテミス）の最高経営責任者（CEO）。
ブルース大佐
アルテミスの航空作戦部長。クレンショー達の直属の上司となり、作戦伝達等を担当する。
オラクル
アルテミスに所属するAWACSのオペレータ。
ドラゴン2-6（ツーシックス）
リオデジャネイロ防衛作戦（作戦名：グラスハンマー）にて共同作戦にあたる、アルテミス陸戦部隊の指揮官。

## その他
トレイラームービーに登場している味方特殊部隊は、スコット･ミッチェル大尉率いるゴーストリコンである。外観でも判断できるが、ムービー冒頭でキャプテン･ミッチェルと名指しで呼んでいる。また、ミッチェルを含めたゴーストと共同で行う作戦が数ミッションある（重要拠点などの目標への突入を支援する任務など）。名前のみであるが、スプリンターセルのサードエシュロンも登場している。
また、OverGなどの他の類似作品と比較して機体・兵装などの再現度が低く、
- F-22などの一部機種では、機関砲の位置が実機と異なる（なお、実機では機関砲が標準装備されていない機体でも、後付けで機関砲を装備できる）。
- ローリング制御に水平尾翼が使用される機種（F-22など）でもローリング中に水平尾翼が動かない。
- ステルス機のミサイル発射時にウェポンベイのドアの開閉が再現されない。
- F-35にHUDが装備されている（実機にHUDは装備されておらず、ヘルメットと一体化したHMDを装備している）。
- 複座型などの微妙な形状や仕様の違いが再現されず、例えば複座型のみしかないはずのF-15Eに使用されているモデルは単座型A/C型のモデルデータの使い回しであり（コンフォーマルタンクも装備されていない）、コクピットまでそのまま使い回している。
- F-2はF-16のモデルをそのまま使い回し、塗装を変えているのみとなっている。キャノピーのフレーム、主翼・尾翼の形状の差異は再現されておらず、さらにコックピットに至ってはPFD（英語版）が1つのみである（実際は3つある）。
  - 上記と同様にMiG-25のモデルもMiG-31のものを使い回し、塗装を変えている。
  - Su-35などカナード付きのフランカーは、機首上げ時にカナードが下に向くが、ゲーム中では上に向く。
- 一部の可変ノズル搭載機、例えばMiG-MFIでは、挙動はそれなりに再現されているものの、ノズルは動かない。
- F-14にエルロンがある（実機の主翼後端はフラップであり、ロールは主翼のスポイラーと水平尾翼で行う）。
- F/A-18Eは減速の際に左翼側のフラップのみ可動する。
- RF-15は速度を上げるとエア・インテークが上に開く。

など、モデリングの粗が目立っている。